# 琴巖站
琴巖站（：／ Geumam yeok */?）曾为韩国铁路忠北线上的一个车站，位于内秀站和曾坪站之间，目前已废止。

## 历史
- 1960年2月21日：开始使用[1]。
- 1974年8月15日：停止使用[2]。

## 脚注
1. ↑  대한민국관보 교통부고시 제585호 (1960년 2월 20일)
2. ↑  대한민국관보 철도청고시 제37호 (1974년 8월 12일)